# Кривское (Боровский район)
Кривское — деревня в Боровском районе Калужской области. Входит в состав сельского поселения «Деревня Кривское». Название происходит от названия славянского племени кривичей.

## География
Стоит на реке Протва. Рядом — город Обнинск, деревня Вашутино. 

## Население
| 2002 | 2010  |
| ---- | ----- |
| 1624 | ↗1689 |

## История
Раскопаны славянские селища и курганные могильники. Найденная здесь керамика совпадает с аналогичным находками у села Беницы.
В 1782-году деревня Кривская с пустошами Боровского уезда Калужского наместничества, Александра Ивановича Болтина, Андрея Богдановича Синявина, Прасковьи Богдановны Кошелевой, Елизаветы Григорьевны Болтиной, детей её: Александра  и  девиц: Анны Абрамовны, Варвары Абрамовны и Марьи Абрамовны Синявиных; Николая Афанасьевича Радищева, Андрея Даниловича Тютчева, Ивана Васильевича Зенбулатова, Степа Петровича Жукова.